# Pseudatrichia biacristerna
Pseudatrichia biacristerna är en tvåvingeart som beskrevs av Kelsey 1969. Pseudatrichia biacristerna ingår i släktet Pseudatrichia och familjen fönsterflugor.
Artens utbredningsområde är New Mexico. Inga underarter finns listade i Catalogue of Life.